# Nicolas-Alexis Ondernard

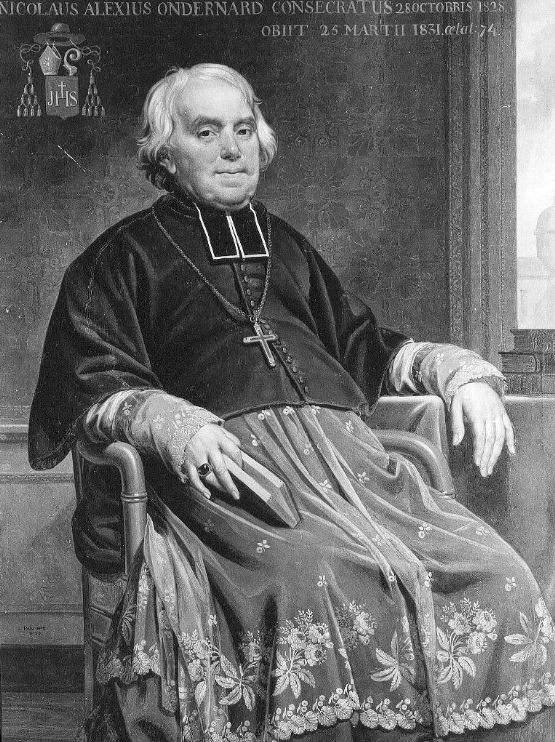
Nicolas-Alexis Ondernard (Portrait von Joseph Paelinck)

Nicolas-Alexis Ondernard (auch Nicolas Félix Ondernard; * 17. Juli 1756 in Rambervillers; † 25. März 1831 in Namur) war ein französischer römisch-katholischer Geistlicher und Bischof von Namur.

## Leben
Ondernard unterrichtete zunächst den Philosophiekurs, der im November 1778, noch vor der Gründung des Seminars 1783, in Saint-Dié von Bischof Barthélèmy de Chaumont begründet worden war. Von April 1780 bis Februar 1785 war er Vikar in Charmois-l'Orgueilleux und von 1785 bis 1790 Vikar in Brû. Anschließend wurde er nach Vomécourt bei Rambervillers versetzt. Nachdem er 1791 den Eid auf die Zivilverfassung des Klerus verweigert hatte, zog er zunächst nach Polen und später nach Belgien, wo ihm die Pfarrei La Chapelle in Brüssel anvertraut wurde.
Papst Leo XII. ernannte ihn am 23. Juni 1828 zum Bischof von Namur. Die Bischofsweihe spendete ihm am 28. Oktober 1828 der Trierer Bischof Josef Ludwig Alois von Hommer. Nicolas-Alexis Ondernard starb im Amt.